# うしかい座ロー星
うしかい座ρ星（うしかいざローせい、ρ Boo、ρ Bootis）は、うしかい座の恒星で4等星。
橙色の巨星。1943年以来、この恒星のスペクトルは、他の恒星を分類するための指標の1つとして用いられてきた。42秒離れて、11等級の伴星を持つ。
中国では、うしかい座ρ星とうしかい座ε星、うしかい座σ星で、梗河という星官を形づくる。その中で、うしかい座ρ星は、梗河三と呼ばれる。